# Дюков-Самарский, Владимир Иванович
Владимир Иванович Дюков-Самарский (5 марта 1946, дер. Владимировка, Хворостянский район, Куйбышевская область, РСФСР — 25 сентября 2010, Санкт-Петербург, Российская Федерация) — российский актёр театра и кино.

## Биография
В 1972 году окончил Школу-студию МХАТ имени Горького (красным диплом) как актёр драматического театра и кино, его педагогами были Павел Владимирович Массальский и Алла Константиновна Тарасова.
Проработал год на сцене Государственного Русского драматического Театра (Белоруссия). В 1973 году был принят в труппу театра им. В. Ф. Комиссаржевской, на сцене которой прослужил немногим менее сорока лет и сыграл более шестидесяти разноплановых ролей. Среди наиболее ярких работ — Ганя Иволгин из «Идиота» по Достоевскому, Шервинский из «Дней Турбиных» по Михаилу Булгакову, капитан Кру из «Маленькой принцессы», вальяжный Губернатор из «Чичикова». Последней сценической работой актёра стала роль Сэма из спектакля «С тобой и без тебя».
В 1973 году дебютировал в кино в фильме «Тихоня». Наиболее популярный образ — Лёнька Пантелеев из знаменитого сериала «Рождённая революцией».
Целое поколение знает его как «дядю Витю», ведущего популярной на Ленинградском телевидении детской передачи — «Там, где живёт Паутиныч».
Увлекался поэтическим творчеством. Вышли сборники его стихов «Яблоко Париса» и «Половодье любви». Незадолго до смерти окончен третий сборник «Неутолённая жажда» (издан в феврале 2017).
Умер 25 сентября 2010 года. Похоронен на Южном кладбище.

## Награды и звания
- Заслуженный артист РСФСР (1988).

## Фильмография
- 1973 — Тихоня — Эдик
- 1974 — Рождённая революцией — Лёнька Пантелеев
- 1981 — Жизнь Берлиоза — В. В. Стасов
- 1981 — 20 декабря — Дыбенко
- 1982 — Кража — сыщик
- 1983 — Кто сильнее его — штабс-капитан
- 1983 — Челюскинцы — Александр Антонович
- 1984 — Встретимся в метро — Василий
- 1993 — Конь Белый — генерал Аристарх Александрович Дебольцов
- 1997 — Цирк сгорел, и клоуны разбежались — официант
- 1999 — Улицы разбитых фонарей-2 (серия «Трубка фирмы „Данхилл“») — Сергей Николаевич Зимин
- 2004 — Улицы разбитых фонарей-6 (серия «Роковой уик-энд») — генерал Подгорулько
- 2005 — Улицы разбитых фонарей-7 (серия «Случайное знакомство») — генерал Подгорулько
- 2005 — Убойная сила 6 (серия «Казачий разъезд») — Прохоров
- 2005 — Бандитский Петербург. Фильм 7. Передел — генерал Владимир Иванович (озвучивание: Артур Ваха)
- 2006 — Терминал — генерал Владимир Иванович (озвучивание: Артур Ваха)
- 2007 — Голландский пассаж — генерал Владимир Иванович (озвучивание: Артур Ваха)
- 2007 — Расплата — генерал Владимир Иванович (озвучивание: Артур Ваха)
- 2007 — Улицы разбитых фонарей-8 (серии «Татьянин день», «Шкатулка Альтерготта») — генерал Подгорулько
- 2007 — Морские дьяволы — адмирал Ефимцев
- 2007 — Дело чести